# Dolores O'Riordan
Pour les articles homonymes, voir O'Riordan.
Dolores O'Riordan, née le 6 septembre 1971 à Ballybricken (en) (comté de Limerick, Irlande) et morte le 15 janvier 2018 à Westminster (Londres, Angleterre), est une auteure-compositrice-interprète et musicienne de rock irlandaise. Elle est chanteuse et leader du groupe irlandais The Cranberries de 1990 jusqu'à une interruption momentanée en 2003 qui durera six ans. Le groupe se reforme en 2009 pour se séparer définitivement en avril 2019 à la suite de son décès,.
Son premier album solo, Are You Listening?, est publié en mai 2007, suivi par No Baggage en août 2009. Mezzo-soprano à la signature vocale très particulière, Dolores O'Riordan est connue pour son utilisation accentuée du yodel et du keening (en), et son fort accent irlandais avec une préférence pour le chant et la musique traditionnelle irlandaise, celtique et religieuse,.
Dolores O'Riordan fait aussi partie du jury de The Voice of Ireland sur RTÉ One lors de la saison 2013-2014. En avril 2014, elle rejoint le projet électro-rock alternatif appelé « D.A.R.K. » et y collabore en parallèle de son travail avec les Cranberries.

## Biographie

### Enfance
Dolores O'Riordan naît le 6 septembre 1971 à Ballybricken (en), dans le comté de Limerick, en Irlande. Elle est la plus jeune d'une famille de neuf enfants, dont deux sont morts en bas âge. Ses six frères et sœurs sont Joseph, Terence, Donal, PJ, Brendan et Angela. Son père, Terence Patrick "Terry" O'Riordan (1937–2011), travaille comme ouvrier agricole jusqu'à ce qu'un accident de moto en 1968 endommage son cerveau et le cloue dans un fauteuil roulant l'empêchant de travailler. Sa mère, Eileen (née Greensmith), est cuisinière de cantine scolaire. La famille est catholique fervente et le prénom de Dolores est choisi par sa mère en référence à Notre-Dame des Douleurs. La famille O'Riordan vit à la campagne dans une modeste chaumière ne comportant que deux chambres. Celle-ci connaît des difficultés financières. En 1978, sa sœur incendie accidentellement la maison alors que Dolores n'a que sept ans. L'année suivante, elle est agressée sexuellement par un ami de la famille. Ces agressions se répéteront pendant près de quatre ans.
À l'âge de cinq ans, à l'école de Limerick, la directrice remarque qu'elle chante et l'emmène hors de sa classe jusque dans la sixième classe où se trouvent les filles de douze ans, puis elle assoit Dolores O'Riordan sur le bureau du professeur et lui demande de chanter pour elles. Elle grandit dans le voisinage de l'archidiocèse de Cashel et Emly et étudie ensuite à l'école Laurel Hill Coláiste FCJ à Limerick,. La directrice de l'école, Aedín Ní Bhriain, commente dans le Limerick Post à propos de la première journée de Dolores O'Riordan au Laurel Hill Colaiste FCJ à l'âge de douze ans, qu'elle s'était levée devant ses camarades de classe et avait annoncé : « Je m'appelle Dolores O'Riordan et je vais être une rock star », avant de monter sur sa chaise et de chanter à tue-tête : « Tra la la la la, Triangles »,. Une camarade d'école, Catherina Egan, la décrit comme « bruyante, sauvage, mais charmante ». Elle se mettait tous les jours au piano dans le hall principal, puis ses camarades de classe s'asseyaient autour d'elle après avoir déjeuné pour l'écouter jouer et chanter. Au cours de ses six années de scolarité à Laurel Hill Coláiste FCJ, O'Riordan remporte le concours de chansons de Slógadh pour l'école presque chaque année. Elle remporte au total 20 médailles Slógadh, c'est la première récompense qu'elle obtient,,. L'ancienne directrice, Anne Mordan, déclare dans Nova à propos de l'ancienne élève Dolores O'Riordan : « elle était une étudiante délicieuse, peu sophistiquée et sensible, qui a apprécié son temps avec nous », elle ajoute : « c'était une fille brillante, gentille et de bonne humeur, qui aimait sa famille, ses amis et avait une relation facile avec tous ses professeurs ainsi qu'avec les sœurs FCJ ».
Elle déménage avec sa famille à l'âge de sept ans dans un quartier animé entouré de nombreuses personnes tandis que sa mère travaille tout le temps pour nourrir la grande famille et payer les factures. À cette époque, Dolores O'Riordan est agressée sexuellement par un ami de la famille pendant quatre ans, entre huit et douze ans.
Elle commence avec la musique irlandaise traditionnelle et commence à jouer du tin whistle en allant à l'école. Puis elle joue avec les cuillers et le bodhrán et commence à jouer du piano à l'âge de douze ans. Elle prend des leçons de piano et va jusqu'au Grade 4 en pratique et Grade 8 en théorie. Son rôle de soliste dans la chorale de l'église locale et de chanteuse à l'école seront ses premières expériences formatrices. Elle passe huit ans au piano classique et joue de l'harmonium dans son église pendant dix ans. Elle décrit avoir une enfance très stricte et n'être pas beaucoup sortie jusqu'à l'âge de dix-sept ans. L'enfance de O'Riordan consiste à aller aux cours de piano, à aller à l'église, puis à faire ses devoirs et aller se coucher. Plus tard, elle admet dans une interview en 1995 qu'elle avait négligé ses leçons en faveur de l'écriture de musique et de chansons, bien qu'à l'école elle soit devenue représentante des étudiantes,. À l'adolescence, elle partage le reste de son temps entre aider sa mère, apprendre l'accordéon auprès de son père et travailler à temps partiel dans des magasins de vêtements.
En 1988, à dix-sept ans, elle apprend à jouer de la guitare et joue un concert solo au lycée Laurel Hill Coláiste FCJ. La même année, elle rencontre son premier petit ami, Mike O’Mahony,,. Sa mère, qu'elle adore selon ses propres termes, l'encourage à envisager de devenir religieuse ou d'obtenir un diplôme universitaire et de devenir professeur de musique. Au lieu de cela elle s'enfuit de la maison à dix-huit ans et vit quelques années avec son petit ami,,. Dans une interview pour VOX Magazine en 1994, O'Riordan déclare avoir quitté la maison familiale parce qu'elle « voulait chanter », au détriment de ses parents, elle dit : « J'étais vraiment pauvre pendant un an et demi ; je me souviens avoir eu faim, comme si je mourais pour un sachet de chips. C'est à ce moment que j'ai rejoint The Cranberries. »
À cette époque, Dolores O'Riordan se projette sur une vie dans la musique et a un désir d'être dans « un groupe sans barrières, où je pourrais écrire mes propres chansons », confie-t-elle au The Guardian en 1995.

### 1989-2003:The Cranberries
Au printemps 1989, elle apprend par une connaissance qu'un groupe, The Cranberry Saw Us, recherche un chanteur à la suite du départ du précédent. Ayant chanté à diverses occasions dans des pubs, elle décide de tenter sa chance et se présente à une répétition. Les membres du groupe, Fergal Lawler, Noel et Mike Hogan, éclatent d'abord de rire lorsqu'ils la voient entrer car Dolores porte une combinaison moulante rose. Mais ils sont ensuite séduits par son interprétation d'une chanson de Sinéad O'Connor et l'intègrent le jour-même au groupe. Les premières chansons du groupe ne lui plaisent guère, mais O'Riordan décèle en celles-ci un fort potentiel. Le soir de son audition, Noel lui confie une cassette avec une mélodie, lui demandant d'en écrire les paroles. Une semaine plus tard, elle leur propose Linger qui va devenir l'un de leurs plus grands succès. Dolores O'Riordan est encore à l'école Laurel Hill Colaiste FCJ lorsqu'elle rejoint le groupe pour la première fois.

The Cranberries à Bologne en 1995.

Les études n'intéressent pas beaucoup Dolores. Même si ses notes sont bonnes, elle quitte l'école sans qualification. C'est à la même époque qu'à sa demande, le groupe change de nom pour devenir The Cranberries. Ils effectuent alors des concerts, enregistrent des maquettes et commencent à faire parler d'eux dans des journaux locaux. Des maisons de disques s'intéressent à eux, et ils finissent par passer un contrat avec Xeric Records, une société locale.
C'est le début du succès qui conduira le groupe à sortir cinq albums. En janvier 1994, Dolores se blesse au genou en faisant du ski à Val-d'Isère. Elle se blessera encore au même genou en Australie pendant la tournée de 1996 pour To The Faithful Departed. En septembre 1994, The Cranberries publient Zombie, le premier single de leur deuxième album, No Need To Argue. La chanson se positionne en tête du Hottest 100, un classement des meilleures chansons de l'année en cours sélectionnées par les auditeurs de la station de radio nationale Australienne Triple J. C'est la première fois qu’un groupe dirigé par une femme prend la première place du Hottest 100. Il faudra attendre seize ans pour que cette récompense soit à nouveau attribuée à une femme,,.
En août 1995, Dolores O'Riordan reçoit une invitation personnelle de Luciano Pavarotti, le ténor italien, à faire un concert pour War Child, une organisation qui collecte des fonds pour les victimes de la guerre en Bosnie. Dolores se rend à Modène, en Italie, pour donner un concert caritatif, le Pavarotti & Friends for the Children of Bosnia (en), en présence notamment de la princesse Diana. O'Riordan intérprète en duo avec Pavarotti l’Ave Maria de Schubert. Dolores O'Riordan et Fergal Lawler présentent le prix de la meilleure chanson aux MTV Europe Music Awards, à Milan, en Italie, le 12 novembre 1998,. O'Riordan joue trois titres avec son groupe lors du Concert du Prix Nobel de la Paix le 11 décembre 1998 à Oslo, Norvège,.

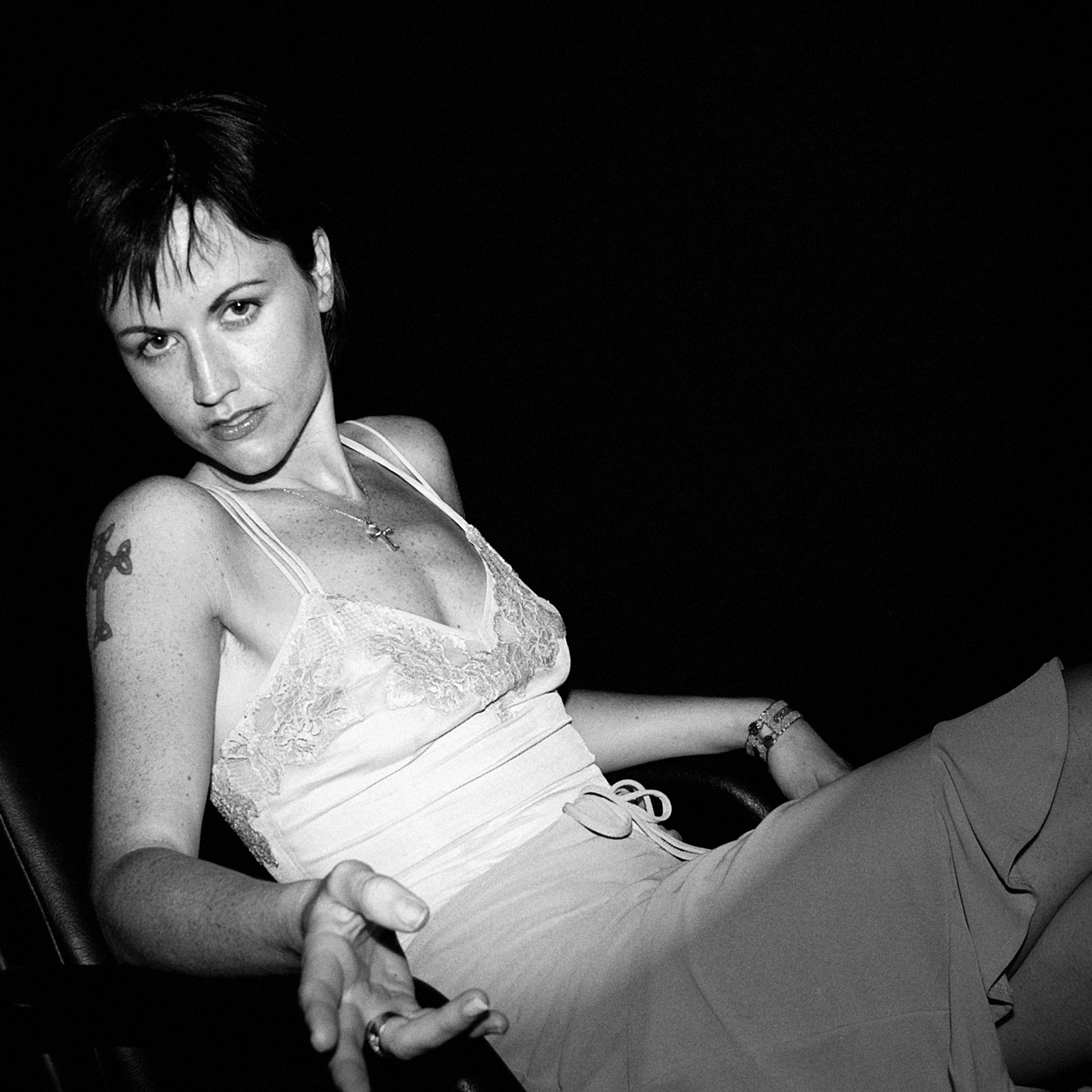
Dolores O'Riordan en 2001.

Le 15 décembre 2001, Dolores O’Riordan se produit en solo au Vatican dans le cadre du concert annuel du Vatican pour le Pape Jean-Paul II. Elle chante Analyse, Panis Angelicus, Little Drummer Boy et Silent Night avec un orchestre de 67 musiciens accompagnant tous les artistes. L’émission est diffusée à plus de 200 millions de personnes dans le monde,.
En 2002, elle reçoit une deuxième invitation à se produire au concert de Noël du Vatican, également appelé Concerto di Natale in Vaticano. Le 13 décembre 2002. O'Riordan chante Linger, Happy Xmas (War Is Over) et Adeste Fideles. Dolores est soutenue par le Millennium Symphony Orchestra pour les trois chansons, dirigées par Renato Serio, ainsi que par le Summertime Gospel Choir sur Adeste Fideles.
Dolores O'Riordan est mezzo-soprano, la notation américaine de son étendue vocale va aussi bas que B2 ou aussi haut que C6.
En 2003, les quatre membres annoncent qu'ils souhaitent disposer d'un peu de temps pour poursuivre leurs carrières individuelles. En 2012 Dolores revient sur les motifs de la séparation et elle déclare : « En 2003, mon fils avait cinq ans, ma fille deux ans et je les emmenais sur la route avec nous. J'ai réalisé que ce n'était pas juste pour eux. Et puis, du point de vue créatif, nous étions dans une ornière. Nous avions besoin d'une pause »

### 2003-2009: Carrière solo
Après la séparation des Cranberries, Dolores se consacre à sa carrière solo,. En 2003, on lui propose de chanter sur la bande originale du film Spider-Man 2. Elle écrit pour l'occasion la chanson Black Widow qui n'apparaît finalement pas sur la BO mais est présente sur son premier album solo. En 2004, elle interprète Pure Love en duo avec Zucchero sur l'album Zu&Co. La même année, elle prête sa voix à la bande originale d’Evilenko, du compositeur Angelo Badalamenti. Le 6 mars 2004, elle interprète l'Ave Maria pendant le 54ème Festival de la chanson au Théâtre Ariston, San Remo, dans le nord de l'Italie. En 2005, elle apparaît sur Tripomatic Fairytales 3003, dernier album du groupe de musique électronique Jam & Spoon, sur la piste Mirror Lover.
Le 3 décembre 2005, O'Riordan fait sa troisième apparition au Concerto di Natale in Vaticano, où elle interprète War Is Over, Linger et Adeste Fideles en duo avec Gian Luca Terranova. Elle est à nouveau invitée en décembre 2006 au Concerto di Natale in Vaticano, qui s'est tenu à Monte-Carlo, le concert de Noël du Vatican ayant été annulé par le pape Benoît XVI. Elle chante Angel Fire de son album solo Are You Listening? avec un orchestre et son guitariste Steve DeMarchi, Away In A Manger et Happy Xmas (War Is Over).

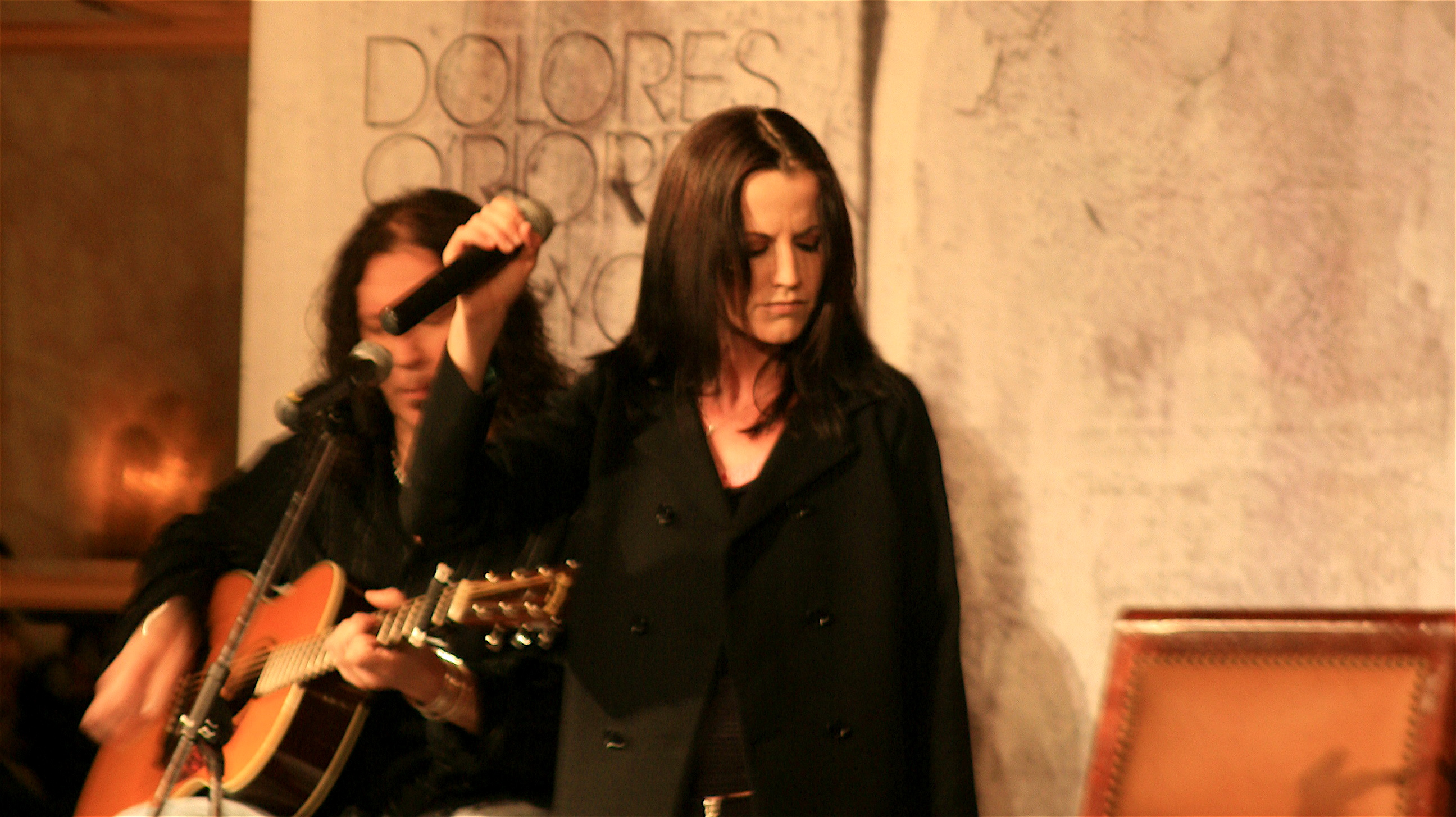
Dolores O'Riordan lors d'un concert en 2007 à Taipei.

En 2007 débute véritablement sa carrière solo. Son premier album Are You Listening? sort le 4 mai 2007 en Irlande, trois jours plus tard dans toute l'Europe et le 15 aux États-Unis et Canada. Le premier single « Ordinary Day » sort fin avril. Son clip est tourné à Prague. Le second single est When We Were Young, suivi du clip video. Are You Listening? est principalement inspiré par des événements de sa vie personnelle et de sa vie de famille. Ordinary Day reflète la naissance de son troisième enfant, Dakota, la plus jeune de ses filles. L'album reste plusieurs semaines dans le Top 50 des ventes d'albums en France et obtient la 77e place dans le classement du site américain Billboard.com.
En 2008, Dolores reçoit un prix EBBA, récompensant les artistes dont le succès dépasse les frontières nationales.
Son deuxième album No Baggage sort le 24 août 2009, le premier single The Journey est diffusé le 13 juillet 2009, suivi d'un deuxième single, Switch Off the Moment. Le clip vidéo The Journey est tourné le 8 mai 2009, filmé en 16 mm à Howth Beach Pier et à Howth Summit, à Dublin. Il est diffusé le 29 juillet 2009. Il n'y aura cependant pas de tournée pour cet album en raison de la reformation des Cranberries.
Dolores O'Riordan fait aussi son apparition comme juré de The Voice of Ireland (RTÉ One) au cours de la saison 2013-2014.

### 2009-2018:The Cranberries, reformation

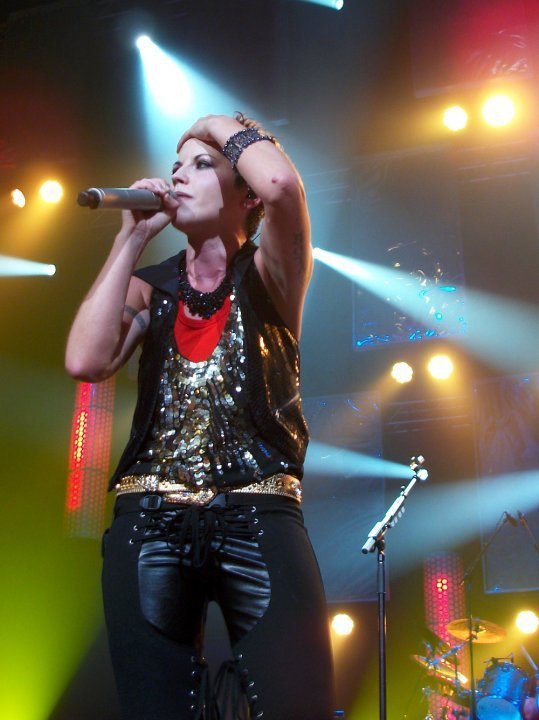
Dolores O'Riordan en 2010.

En janvier 2009, la Société Philosophique Universitaire, au Trinity College, Dublin, a invité The Cranberries à se réunir pour un concert célébrant la nomination de Dolores O'Riordan en tant que membre d'honneur de la Société. Ce concert amène les membres du groupe à envisager une réunion pour une tournée et une session d'enregistrement.
Lors de la promotion de son album solo No Baggage à New York, fin août 2009, après six ans de séparation, Dolores O'Riordan annonce officiellement la reformation des Cranberries. Peu après, le groupe entame une tournée mondiale, fêtant par la même occasion son vingtième anniversaire. La tournée commence en Amérique du Nord à la mi-novembre 2009, suivie de l'Amérique du Sud à la mi-janvier 2010 et de l'Europe en mars 2010. Le groupe joue de nombreux classiques des Cranberries ainsi que des chansons des albums solo de O'Riordan. Des nodules à la gorge font cependant souffrir la chanteuse de 2010 à 2012, ce qui pousse le groupe à annuler et à reporter plusieurs dates de concerts,. En 2011, ils enregistrent leur sixième album, Roses, sorti en février 2012. Le 1er juillet 2011, un concert intitulé TU Warszawa / Here, Warsaw est le principal événement de l'inauguration de la Présidence de la Pologne à l'Union Européenne. Dolores O'Riordan joue Zombie et I Lied avec l'orchestre Sinfonia Varsovia, à Varsovie, en Pologne. I Lied est la version anglaise de la chanson polonaise Skłamałam,. Dolores O'Riordan et son groupe interprètent deux titres au 62ème Festival de la chanson de Sanremo au Théâtre Ariston le 18 février 2012 à Sanremo, en Italie, après y avoir été invités à plusieurs reprises.
Sa dernière représentation au concert de Noël du Vatican (Concerto di Natale) a lieu en décembre 2013. Elle interprète quatre chansons: Letting Go de Are You Listening?, Silent Night en duo avec Elisa Toffoli, Away In A Manger et Happy Xmas (War Is Over),.

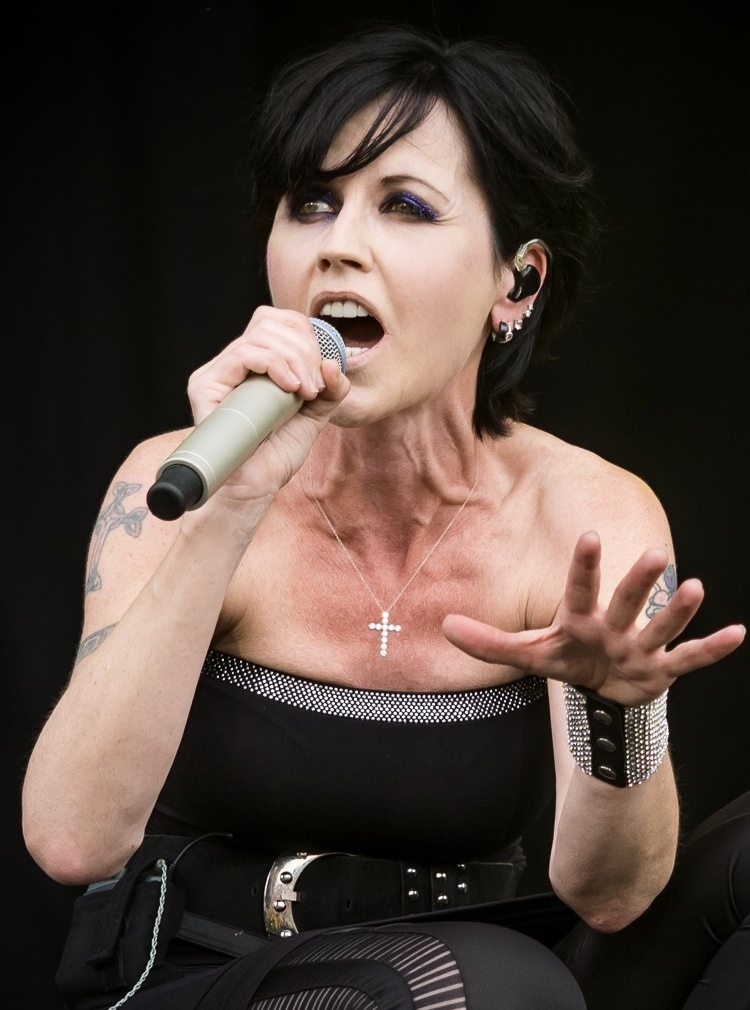
Dolores O'Riordan lors de la tournée d'été des Cranberries en 2016.

The Cranberries fait trois dates consécutives en février 2017, à Cancún, Mexique. Le 28 avril 2017, célébrant le 25e anniversaire du groupe, The Cranberries sort Something Else, un nouvel album contenant des interprétations retravaillées de leurs tubes, réenregistrées en 2016 de manière acoustique avec l'Irish Chamber Orchestra. La tournée acoustique pour l'album Something Else avec un quatuor à cordes démarre en mai. Les onze premières dates, Dolores O'Riordan chante la plupart du temps assise sur un tabouret, éprouvant des douleurs au dos et pendant le chant. En juin 2017, The Cranberries annonce l'annulation de la deuxième partie de la tournée (dont toutes les places étaient déjà vendues) en Europe et en Amérique du Nord jusqu'à octobre 2017. Le problème de dos de Dolores O'Riordan en serait la cause,. Le groupe explique : « Ses difficultés se trouvent dans la partie supérieure de sa colonne vertébrale et les mouvements respiratoires et diaphragmatiques associés au chant exercent une pression sur les muscles et les nerfs de cette région et exacerbent la douleur. La position assise ne procure aucun soulagement et dans ce cas, elle peut aggraver la douleur. » Du fait de ses douleurs chroniques, Dolores ne peut plus jouer de la guitare en concert. Dolores O'Riordan profite de son repos pour composer des démos en vue d'un nouvel album des Cranberries.
Sa dernière représentation publique a lieu le 14 décembre 2017 à New York lors d'une soirée du groupe de presse Billboard, accompagné du groupe Saved By The 90s. Elle y chante : Ode to My Family, Linger et Zombie.
Le 15 décembre 2017 paraît Revival, l'album d'Eminem, dont la chanson In Your Head inclut un sample du refrain de Zombie,.
À la date du 13 mars 2019, The Cranberries ont vendu près de 50 millions d'albums dans le monde entier.

### 2014-2018: D.A.R.K.
En avril 2014, Dolores O'Riordan rejoint et enregistre avec Jetlag, une collaboration entre Andy Rourke et Olé Koretsky. Le trio basé à New York a pris ses racines et se reforme sous le nom de D.A.R.K. Andy Rourke est surtout connu pour être le bassiste de l’un des groupes britanniques les plus importants, The Smiths. Le troisième et dernier membre est Olé Koretsky, auteur-compositeur, producteur et DJ basé à New York. L'album électro-rock alternatif, infusé de new wave, de D.A.R.K. nommé Science Agrees, est paru le 9 septembre 2016. Pledge Music publie des vinyles en éditions limitées dédicacés par le trio, avec messages individuels par Olé Koretsky. Dolores O'Riordan travaille avec le groupe ainsi qu'avec The Cranberries jusqu'à son décès soudain le 15 janvier 2018.

## Vie privée
Le 18 juillet 1994, Dolores O'Riordan épouse le Canadien Don Burton, alors manager des tournées du groupe Duran Duran. Ensemble, ils ont trois enfants : Taylor Baxter en novembre 1997, puis Molly Leigh en 2001, et enfin Dakota Rain en avril 2005. Don Burton a un fils d'une précédente relation, Donny Jr.
À la mi-1995, Dolores O'Riordan est l'une des femmes les plus riches du Royaume-Uni, à l'âge de 24 ans.
En 1996, ils vivent à The Coach House, une résidence de style médiéval située à côté du château de Ballyhannon Castle, à Quin dans le comté de Clare, en Irlande. Ils vivent dans leur première maison alors qu'ils planifient leur maison ultramoderne près de Dunquin, dans le comté de Kerry, dans la péninsule de Dingle, avant de la revendre plus tard,. En 1998, le couple achète un haras de 61 hectares, appelé Riversfield Stud, situé à Kilmallock, dans le comté de Limerick, avant de le vendre pour 5 millions de dollars en 2004. Ils s'installent ensuite à Howth, dans le comté de Dublin, où Dolores O'Riordan a acheté une maison en 2004, qu'elle vend en 2010. Le couple passe les étés dans un chalet sur une propriété qu'ils ont achetée en 1994, près de Buckhorn, au nord de Peterborough en Ontario, au Canada,.

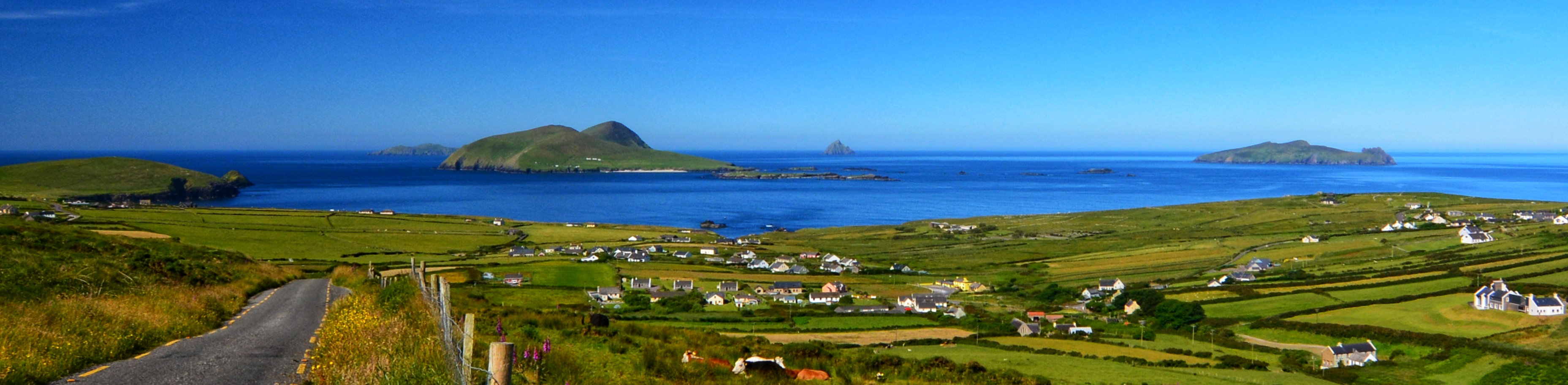
Demeure de Dolores O'Riordan et Don Burton, grande maison à l'extrême droite, à l'extrémité de la péninsule de Dingle, en Irlande. Le manoir dominait le flanc d'une colline à Dún Chaoin et était surnommé Dolly's Folly par certains habitants en raison de sa construction massive dans le paysage.

En 2006, elle est parmi les 10 femmes les plus riches d'Irlande et en 2008, elle est sixième sur la liste des dix artistes les plus riches d'Irlande, avec une fortune de 60 millions d'euros.
Comme en témoignent ses interviews vidéos publiés pour Focus Rock M6 en 2007 et pour Concertlive en 2009, Dolores O'Riordan parle assez bien français. En 1998, elle a vécu six mois à Saint-Tropez,, l'album Bury The Hatchet étant, en partie, enregistré au château de Miraval, dans le Var, qui abrite le studio Miraval.
De 2009 à 2014, le couple vit à Bukhorn, Ontario, au centre-est du Canada, à 90 minutes de Toronto. Dolores O'Riordan partage son temps entre Buckhorn et l'Irlande, où réside la famille O'Riordan, et son groupe The Cranberries. C'est en Ontario qu'elle enregistre ses deux albums solo, Are You Listening? et No Baggage dont la pochette de l'album est le Big Bald Lake face à sa maison.
À la suite des viols qu'elle a subis de ses huit à douze ans, Dolores O'Riordan dit qu'elle développe une dépression et un dégoût d'elle-même, amplifié par l'accélération de sa carrière et qui l'amène à l'anorexie. Par la suite, elle dit continuer à aller de l'avant pour sa famille et ses enfants. En 2011, son père Terence O'Riordan décède après sept années de lutte contre le cancer. Dans le Irish Independent, Dolores dit que lors de ses funérailles, l'homme qui avait abusé d'elle se présente à elle, « il est venu et a pleuré » et a dit : « Désolé ». Dolores O'Riordan est suivie par le psychothérapeute Beechy Colclough, qui a également soigné Elton John, Michael Jackson et Robbie Williams,.
En novembre 2014, Dolores O'Riordan et Don Burton divorcent après vingt ans de mariage. Elle perd la  garde de ses trois enfants qui vivent à Toronto avec leur père Don.
Fin de l'année 2014, elle s'installe à Manhattan, New York, où elle achète un appartement à East Village. Le 28 mai 2015, la presse irlandaise découvre sa nouvelle relation amoureuse avec Ole Koretsky,, un musicien russe. En 2017, Ole Koretsky et son groupe D.A.R.K. ouvre pour les concerts de The Cranberries. En 2017, elle achète une nouvelle maison, près de sa ville natale irlandaise de Limerick.
En mai 2017, elle annonce qu'on lui a diagnostiqué un trouble bipolaire,. À la même période, elle souffre de douleurs chroniques au dos et au diaphragme durant le chant,.
En septembre 2017, O'Riordan semble sur la voie du suicide en buvant beaucoup et en prenant du Lorazépam. O'Riordan consulte un psychothérapeute américain le 26 décembre 2017, qui lui suggère une abstinence d'alcool et ne note aucune pensée suicidaire.
Le 4 janvier 2018 O'Riordan laisse un dernier message sur les médias sociaux, tourné vers l'avenir.

### Prises de position
Issue d'une famille catholique traditionaliste, elle est invitée cinq fois à se produire au Concert de Noël du Vatican (it) (Concerto di Natale in Vaticano) : en 2001, 2002, 2005, 2006 et 2013.
Elle dénonce l’avortement et une certaine forme de féminisme.
Selon Allen Kovac, l'ex-manager des Cranberries, Island Records avait exhorté le groupe, en 1994, à ne pas publier son titre contestataire Zombie en tant que single. Dolores O'Riordan déchira alors un chèque d'un million de dollars que le label lui avait proposé pour travailler sur une autre chanson.

## Décès
Le 15 janvier 2018, à 9 h 16 du matin, à l'hôtel London Hilton on Park Lane, à Londres, Dolores O'Riordan est retrouvée inanimée dans la salle de bain de sa chambre. Le 6 septembre 2018, à Londres, les résultats de l'enquête par le Westminster Coroners' Court sur la cause de la mort révèlent que la chanteuse s'est noyée accidentellement dans sa baignoire alors qu'elle était fortement alcoolisée,,. Des bouteilles vides sont trouvées dans la chambre de O'Riordan, cinq mignonnettes et une bouteille de champagne, ainsi que des médicaments sur ordonnance. Des tests toxicologiques montrent que son corps ne contient que des quantités « thérapeutiques » de ces médicaments, mais aussi 3,3 g d'alcool par litre de sang,. Le même jour, The Cranberries et la famille O'Riordan font chacun une déclaration de presse sur la page Facebook du groupe de musique.

### Funérailles

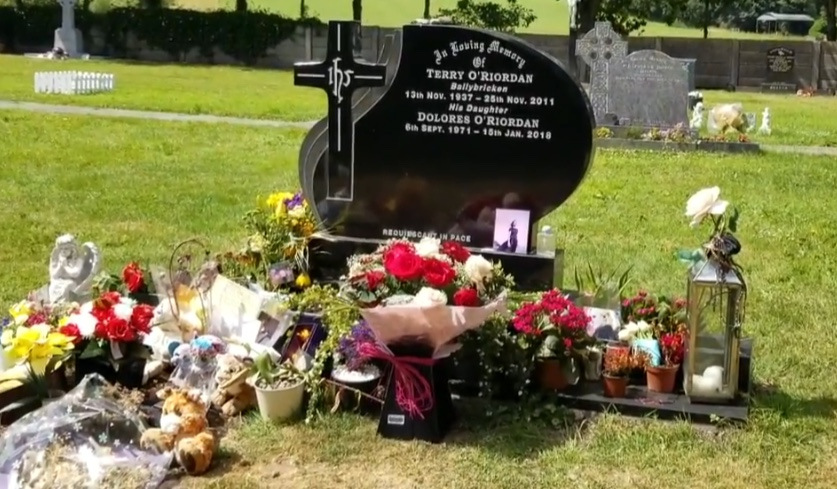
La tombe de Dolores O'Riordan et de son père Terence.

Le 21 janvier 2018, les funérailles de Dolores O’Riordan ouvrent trois jours de deuil en Irlande. Pendant une séance publique de quatre heures, des milliers de personnes ont défilé devant le cercueil ouvert de Dolores O'Riordan exposé en l'église Saint-Joseph de Limerick en Irlande,,. Le Irish Times décrit l’événement comme « un hommage normalement réservé aux présidents, aux papes et aux chefs d’État ». Des fans du monde entier se sont déplacés pour rendre hommage,. Dolores O'Riordan est enterrée aux côtés de son père Terence O'Riordan, le 23 janvier 2018 à Ballybricken dans le comté de Limerick, après une cérémonie à l'église catholique romaine Sainte-Ailbe, réservée à 200 personnes de la famille et amis proches,.

### Hommages
Le 15 janvier 2018, The Cranberries, son compagnon Olé Koretsky, Andy Rourke (l'ancien bassiste des Smiths), et le président de l'Irlande Michael D. Higgins sont les premiers à lui rendre hommage.
The Cranberries publie sur ses réseaux sociaux : « Nous sommes anéantis par le décès de notre amie Dolores. Elle était un talent extraordinaire et nous nous sentons très privilégiés d'avoir fait partie de sa vie depuis 1989, lorsque nous avons créé The Cranberries. Le monde a perdu une véritable artiste aujourd'hui ».
Andrzej Duda, président de la Pologne, rend aussi ses hommages. À l'annonce de son décès, le 15 janvier 2018, Dolores O'Riordan apparaît sur l'immense écran 360° surplombant le parquet du Madison Square Garden à New York lors d'un match des Rangers de New York. La photo est publiée le 17 janvier 2018 sur Facebook par le Madison Square Garden.
Bono et Johnny Depp rendent un hommage à Dolores O'Riordan, interprétant Linger à la fin de la représentation, au National Concert Hall de Dublin, en Irlande, quelques heures seulement après l'annonce de la mort soudaine de la chanteuse des Cranberries. Bono, Sinead O’Connor, Johnny Depp et Nick Cave offrent à Dolores O’Riordan une ovation debout lors du concert anniversaire de Shane MacGowan, chanteur des The Pogues.
Duran Duran, Liz Phair, James Corden, Hozier, le producteur Stephen Street, Liam Ó Maonlaí, Foster the People font partie des nombreux artistes qui rendent hommage à O’Riordan,,.
Spotify, ainsi que Pearl Jam, Elijah Wood, Bryan Adams, Kodaline, THE THE, et beaucoup d'autres artistes expriment leur tristesse après sa perte,,,.
U2 se dit « terrassé » par la mort de la chanteuse Dolores O'Riordan et publie : « Elle avait une telle force de conviction, pourtant elle pouvait parler de la fragilité qui nous habite tous ». Halsey déclare avoir « le cœur brisé. Dolores O’Riordan a eu une influence considérable sur moi ». Michael Stipe et R.E.M. sont « tous attristés, Dolores était un esprit brillant et généreux, doté d'un humour rapide et d'une voix étonnante ». Dave Davies des Kinks, Garbage et Adele rendent hommage à Dolores O'Riordan, ainsi que le producteur Canadien Dan Brodbeck, Slash, et Graham Hopkins, batteur de Therapy? et batteur pour les deux albums solo de O'Riordan.
Les ventes d'albums de The Cranberries augmentent de 900 % à la suite de la disparition de la chanteuse.
Un groupe composé de plusieurs centaines de musiciens jouent Zombie à Saint-Pétersbourg en Russie, le 22 janvier 2018.
Le 19 janvier 2018, Lindsey Holmes Publicity publie l'objectif premier du voyage de Dolores O'Riordan de New York où elle résidait, jusqu'à Londres : Dolores O'Riordan était à Londres pour travailler avec Martin « Youth » Glover sur son projet électro-rock D.A.R.K. et une réunion avec BMG à propos d'un nouvel album de The Cranberries. La nuit de sa mort, Dolores O'Riordan avait laissé un message vocal à son ami, directeur général de E7LG-Europe, Dan Waite, dans lequel elle proposait de « chanter dessus », sur une reprise de Zombie, que Waite avait précédemment donnée à Dolores pour qu'elle l'écoute et l'accrédite. TMZ a publié ce message vocal le 5 avril 2018. Le 19 janvier 2018, en hommage, le groupe de heavy metal Bad Wolves sort néanmoins la chanson intitulée Zombie. Le chanteur du groupe de métal déclare avoir fait une mise à jour  au texte de la chanson irlandaise, pour l'adapter aux conflits actuels. Le 22 février 2018 parait leur vidéo clip de la reprise de Zombie. Tous les bénéfices tirés de cette chanson seront reversés aux enfants de Dolores O'Riordan, cette initiative de la donation vient d'Allen Kovac, PDG de ilen et ancien manager de The Cranberries.
La chorale PS22 de l'école primaire à Staten Island, New York, chante Dreams des Cranberries en mémoire de Dolores O'Riordan, le 28 janvier 2018.
La partie « In Memoriam » des Grammy Awards 2018 comprend des hommages à de nombreuses icônes de la musique dont Dolores O'Riordan,.
Le 29 mars 2018, le maire de Limerick, Stephen Keary, remet à sa mère Eileen O'Riordan, le livre de condoléances de Dolores O’Riordan avec plus de 16 000 signatures. Dreams est joué à Croke Park pour 82 000 spectateurs le 19 août 2018, après que Limerick eut remporté la coupe Liam McCarthy durant le championnat d'Irlande de Hurling pour la première fois en 45 ans. La coupe est ensuite apportée par l'équipe au domicile de la famille O'Riordan.
Le 13 juillet 2018, Eileen O'Riordan, la mère de Dolores, révèle dans la presse qu'elle était la dernière à avoir parlé au téléphone avec sa fille à 2 h du matin le 15 janvier.
En 2021 paraît Salvation (inspired by the Cranberries for Pieta), album dans lequel une douzaine d'artistes irlandais dont Sinead O'Connor (qui reprend le titre No need to argue) rendent hommage à la chanteuse[réf. nécessaire].

## Récompenses et nominations
Au cours de sa carrière avec The Cranberries, Dolores O'Riordan remporte un MTV Europe Music Award en 1995, un prix Juno en 1996, une nomination au Brit Awards pour Groupe International en 1995 et une nomination à un prix JUNO en 1997,,,. Le prix Ivor Novello pour « Accomplissement International », le 19 mai 1997 au Grosvenor House de Londres.
En 2008, O'Riordan reçoit un prix EBBA (European Border Breakers Award).
En janvier 2009, O'Riordan est faite marraine honoraire de la Société philosophique universitaire du Trinity College de Dublin.
Le 11 octobre 2018, Dolores O’Riordan est nommée « meilleure artiste féminine de tous les temps des charts Alternative Songs de Billboard ». À l’occasion du trentième anniversaire des Charts du Billboard, Dolores figure en tête de la liste des 30 noms. O’Riordan a pris la tête du classement grâce à ses performances dans les Charts tout au long de sa carrière.
Le 18 janvier 2019, l'Université de Limerick (UL) a décerné à Dolores O'Riordan la distinction honorifique à titre posthume de docteur en lettres. Ce titre a été remis à Eileen O'Riordan, la mère de la chanteuse Dolores O'Riordan. Noel Hogan, Mike Hogan et Fergal Lawler ont également été honorés lors de la cérémonie.
Dolores O'Riordan est nommée à titre posthume pour la 62e édition des Grammy Awards,.

## Discographie

### Albums
The Cranberries
- Everybody Else Is Doing It, So Why Can't We? (1993)
- No Need to Argue (1994)
- To the Faithful Departed (1996)
- Bury the Hatchet (1999)
- Wake Up and Smell the Coffee (2001)
- Roses (2012)
- Something Else (2017)
- In the End (2019)

Solo
- Are You Listening? (2007)
- No Baggage (2009)

### Collaborations
- Moose - Soon Is Never Soon Enough (1992) (chœur)
- Touch of Oliver - Carrousel (1993) (chœur)
- Jah Wobble - The Sun Does Rise (1994) (duo)
- Luciano Pavarotti - Ave Maria (1996) (duo)
- Simon Le Bon - Linger (1996) (duo)
- God Be With You sur la bande-son de The Devil's Own (1997) (en solo)
- It's Only Rock 'n' Roll (single de différents artistes au bénéfice de A Children's Promise, cover des Rolling Stones) (1999) (chant)
- Ave Maria sur l'album Songs Inspired by the Passion of the Christ (2004) (en solo)
- Angels Go To Heaven & The Woodstrip/There's No Way Out (composé par Angelo Badalamenti) sur la bande-son d'Evilenko (2004) (chant)
- Zucchero - Pure Love (2004) (duo)
- Jam & Spoon - Mirror Lover (2004) (chant)
- Angelo Badalamenti - The Butterfly (2006) (chant)
- Negramaro - Senza fiato (2007) (chant)
- Centipede Sisters  sur la bande-son de la série TV Roll Play 2 (2008)
- Like a Puppet Show (album de John Malkovich et Eric Alexandrakis) - Cryopian D sur un instrumental du compositeur Eric Alexandrakis (2015) (chœur avec John Malkovich) Mixé par Dolores O'Riordan)
- Darren Hendley  - Angela’s Song sur la bande-son du film produit par NETFLIX en 2018 « Le Noël D’Angela » basé sur le livre Les Cendres D’Angela écrit par Frank McCourt (1996) (chant)

## Filmographie
- Charmed d'Aaron Spelling : elle-même (saison 2, épisode 5) (1999)
- Click de Frank Coraci : elle-même (2006)